# Антоновка (Чемеровецкий район)
Анто́новка (укр. Антонівка) — село в Чемеровецком районе Хмельницкой области Украины.
Население по переписи 2001 года составляло 160 человек. Почтовый индекс — 31642. Телефонный код — 3859. Занимает площадь 0,911 км². Код КОАТУУ — 6825289002.

## Местный совет
31642, Хмельницкая обл., Чемеровецкий р-н, с. Чёрная, ул. Ленина, 22